# Rosa Markmann

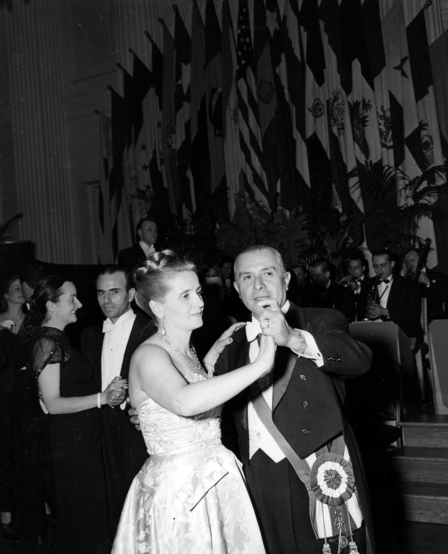
Rosa Markmann và chồng, Tổng thống Gabriel González Videla.

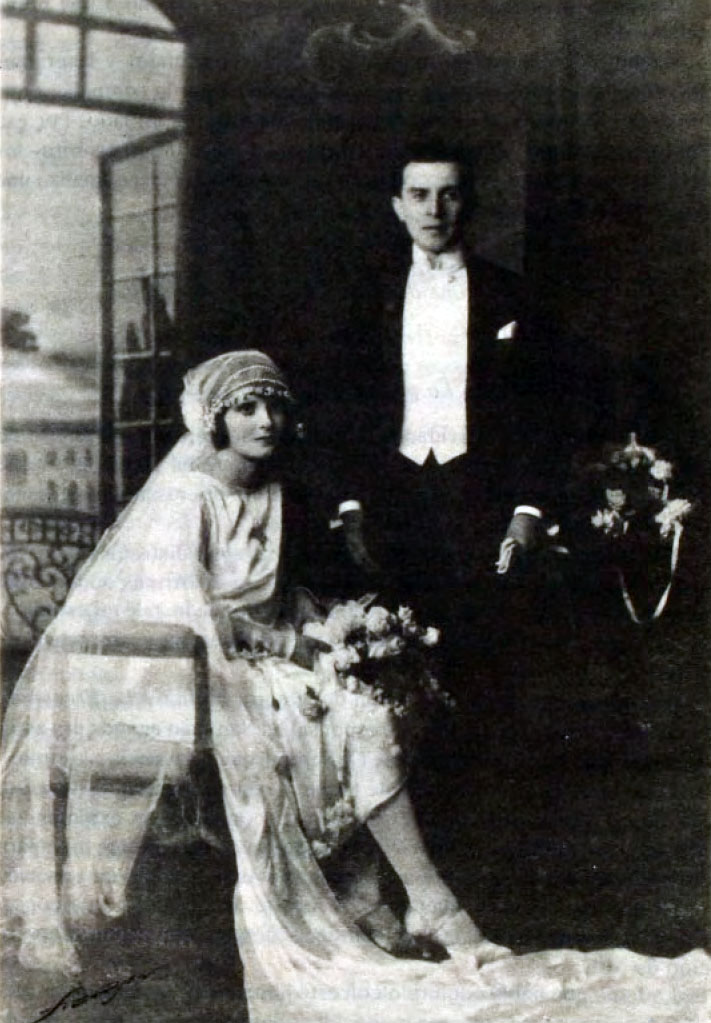
Bức ảnh đám cưới của Gabriel González Videla và Rosa Markmann (1926).

Rosa Markmann Reijer de González Videla (30 tháng 7 năm 1907 – 12 tháng 6 năm 2009) là Đệ nhất phu nhân Chile từ năm 1946 đến 1952, trong nhiệm kỳ tổng thống của chồng bà, Gabriel González Videla.

## Tiểu sử
Được biết đến với biệt danh "Mitty", Markmann sinh ra ở Taltal, Chile, đến từ người Đức và bố mẹ cô là nhân viên ngân hàng Ladislao Markmann và Ana Reijer. Ông ngoại của bà là đại sứ ở Thụy Điển. Ông cố của Rosa được sinh ra ở Hamburg.
Bà đã kết hôn với González Videla cho đến khi ông qua đời năm 1980. Trong nhiệm kỳ tổng thống của chồng, bà đã đóng một vai trò quan trọng trong phong trào quyền bầu cử của phụ nữ Chile.
Năm 1947, Rosa Markmann tuyên bố thành lập Hiệp hội các bà nội trợ quốc gia, với mục đích chính là ngăn chặn đầu cơ hàng hóa sinh hoạt cơ bản giữa các nhà sản xuất, nhà phân phối và nhà bán lẻ. Markmann sau đó bắt đầu bảo trợ một số tổ chức của phụ nữ và bày tỏ sự ủng hộ của bà đối với quyền bầu cử của phụ nữ. Vào tháng 9 năm 1948, bà xuất hiện tại một trong những sự kiện của FECHIF (Liên đoàn các tổ chức Femenine của Chile), "Tuần lễ ủng hộ phụ nữ", đảm bảo cho những người tham gia rằng Tổng thống rất ủng hộ quyền bầu cử của phụ nữ.
Trong nhiệm kỳ tổng thống của chồng, Rosa đã trở thành một biểu tượng thời trang dành cho phụ nữ trên cả nước, có biệt danh là "Eva Perón của Chile".
Bà là một người ủng hộ nhiệt tình của chính phủ quân sự của Tướng Augusto Pinochet.
Markmann qua đời năm 101 tuổi, vào ngày 12 tháng 6 năm 2009, trong biệt thự của bà ở Las Condes, Santiago de Chile.